# Granjinha
Granjinha ist ein Ort und eine ehemalige Gemeinde (Freguesia) im portugiesischen Kreis Tabuaço. Die Gemeinde hatte 57 Einwohner (Stand 30. Juni 2011).
Am 29. September 2013 wurden die Gemeinden Granjinha und Paradela zur neuen Gemeinde União das Freguesias de Paradela e Granjinha zusammengeschlossen.